# 小行星8527
小行星8527（英語：8527 Katayama）是一颗围绕太阳公转的小行星。1992年9月28日，圓舘金、渡邊和郎在北见发现了此天体。
这颗小行星的绝对星等为285.21973等。